# Güldenstern (Adelsgeschlecht)

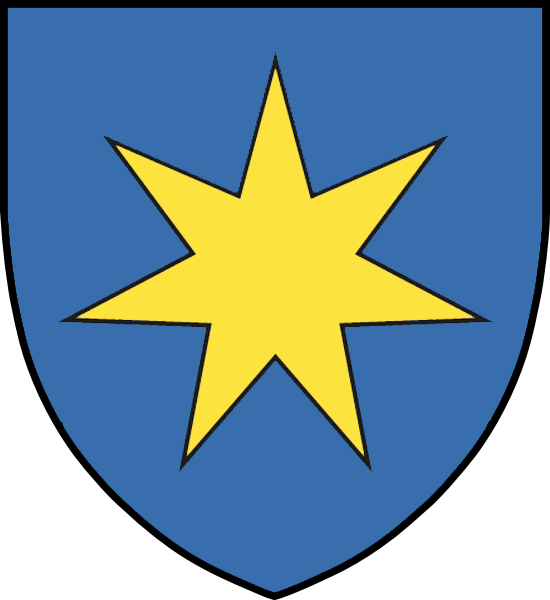
Stammwappen der Familie Güldenstern

Güldenstern ist der deutsche Name des dänisch-schwedischen Adelsgeschlechts Gyldenstierne (dänisch) oder Gyllenstierna (schwedisch).

## Geschichte

### Dänemark
Die Stammfolge des weitverzweigten Geschlechts wird auf den Ritter Nils Eriksson zu Ågård in Jütland zurückgeführt, der 1314 urkundlich bezeugt ist. Unter seinen Urenkeln Knud, Peder und Erik Nilssøne teilte sich das Geschlecht in die drei Zweige Restrup, Ågård und Demstrup. Die Familie hatte hohe Ämter im Königreich Dänemark inne. In Dänemark starb das Geschlecht 1729 aus.

### Schweden

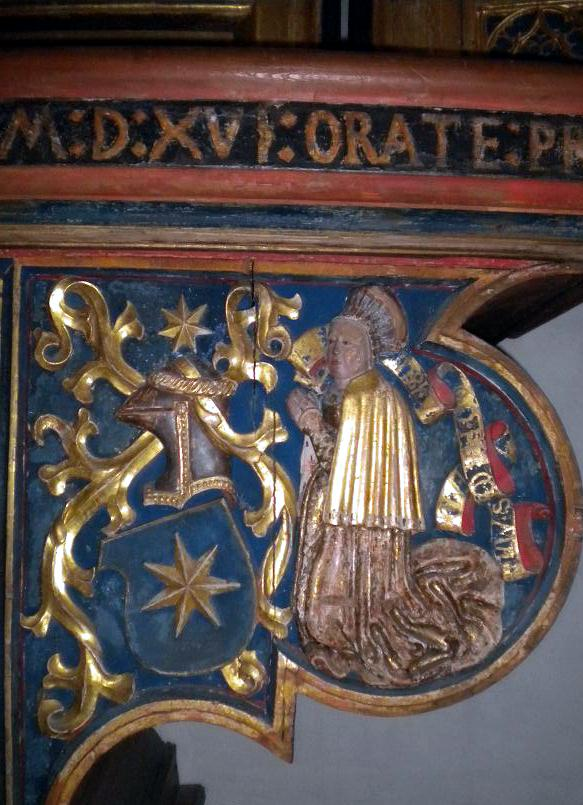
Christina Gyllenstierna

Die Familie war schon seit der ersten Hälfte des 15. Jahrhunderts auch in Schweden ansässig. Erik Eriksson af Fågelvik heiratete Kristina, eine Tochter des schwedischen Königs Karl VIII. Einer der Söhne des Paares, Nils Eriksson Gyllenstierna, war der Vater von Christina Gyllenstierna († Januar 1559). Sie wurde die Ehefrau des schwedischen Reichsverwesers Sten Sture der Jüngere und setzte nach dessen Tod den Widerstand gegen Christian II. fort.
Nils Göransson Gyllenstierna wurde 1569 in den schwedischen Freiherrnstand erhoben. Nachdem Schonen schwedisch geworden war, wurde ein dort ansässiger, heute ausgestorbener Zweig des dänischen Geschlechts in das schwedische Ritterhaus aufgenommen. Der Zweig Vinstrop wurde 1651 in den Freiherrnstand erhoben, während vier andere Zweige: Björkesund, Eriksberg, Steninge und Fogelvik in den schwedischen Grafenstand erhoben wurden. Alle diese Zweige sind heute ausgestorben. Hingegen blühen bis heute Zweige der einfach adligen (von) Gyllenstierna.
Sitz der Familienstiftung ist heute Schloss Krapperup in Schonen (seit 1809 im Besitz der Familie). Bis heute gehört der Familie auch das Gut Bjersgård in Klippan. Historische Besitze der Familie waren Schloss Svaneholm (1611 bis Anfang 18. Jh.), Schloss Nynäs (1600–1860), Schloss Fågelvik in Valdemarsvik (1446–1711). Erik Karlsson Gyllenstierna (1602–1657), schwedischer Reichsrat, ließ ab 1650 das nach ihm benannte Schloss Ericsberg errichten, eines der bedeutendsten schwedischen Barockschlösser, Graf Carl Gyllenstierna um 1695 das Schloss Steninge.

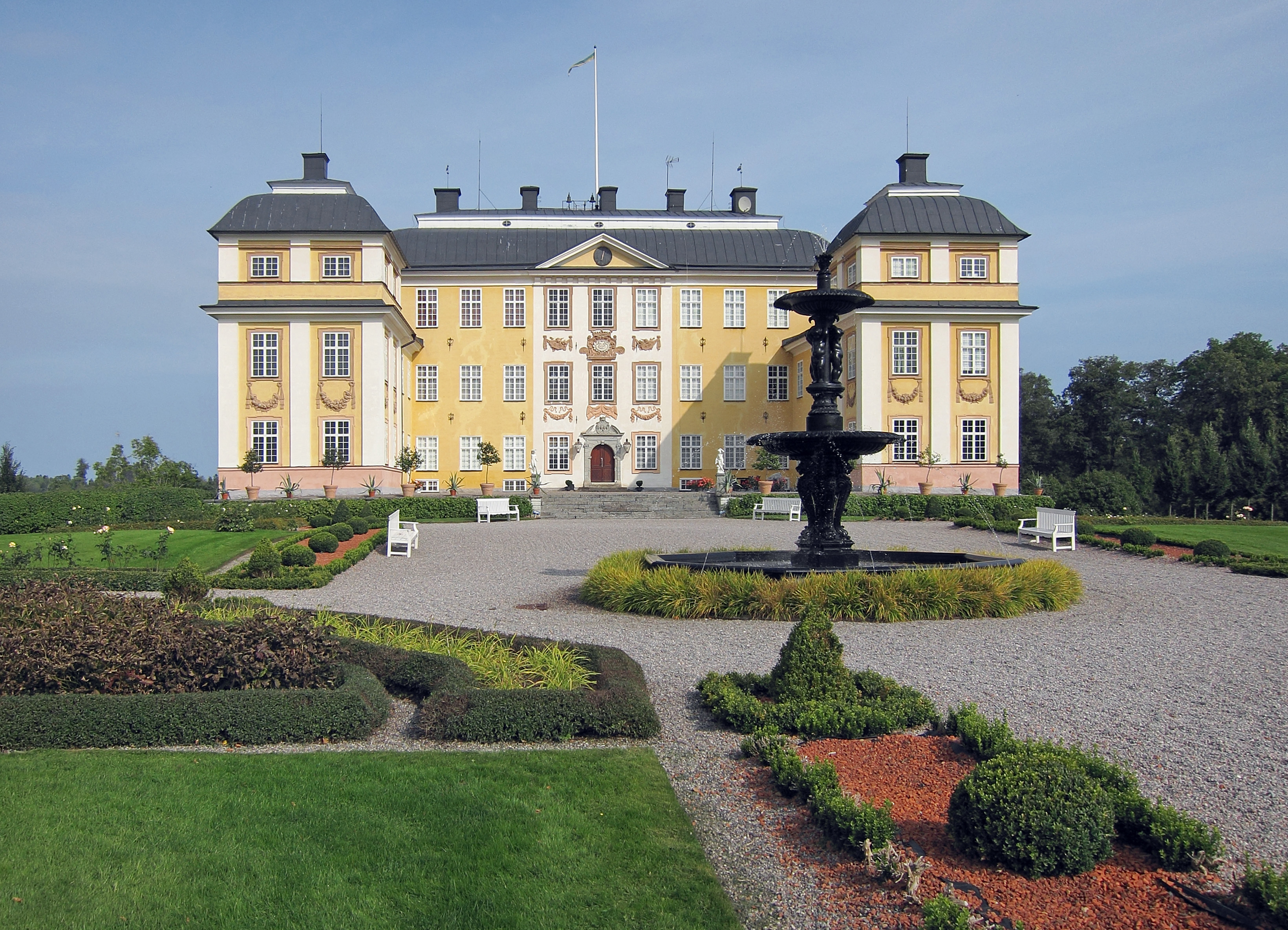
Schloss Ericsberg
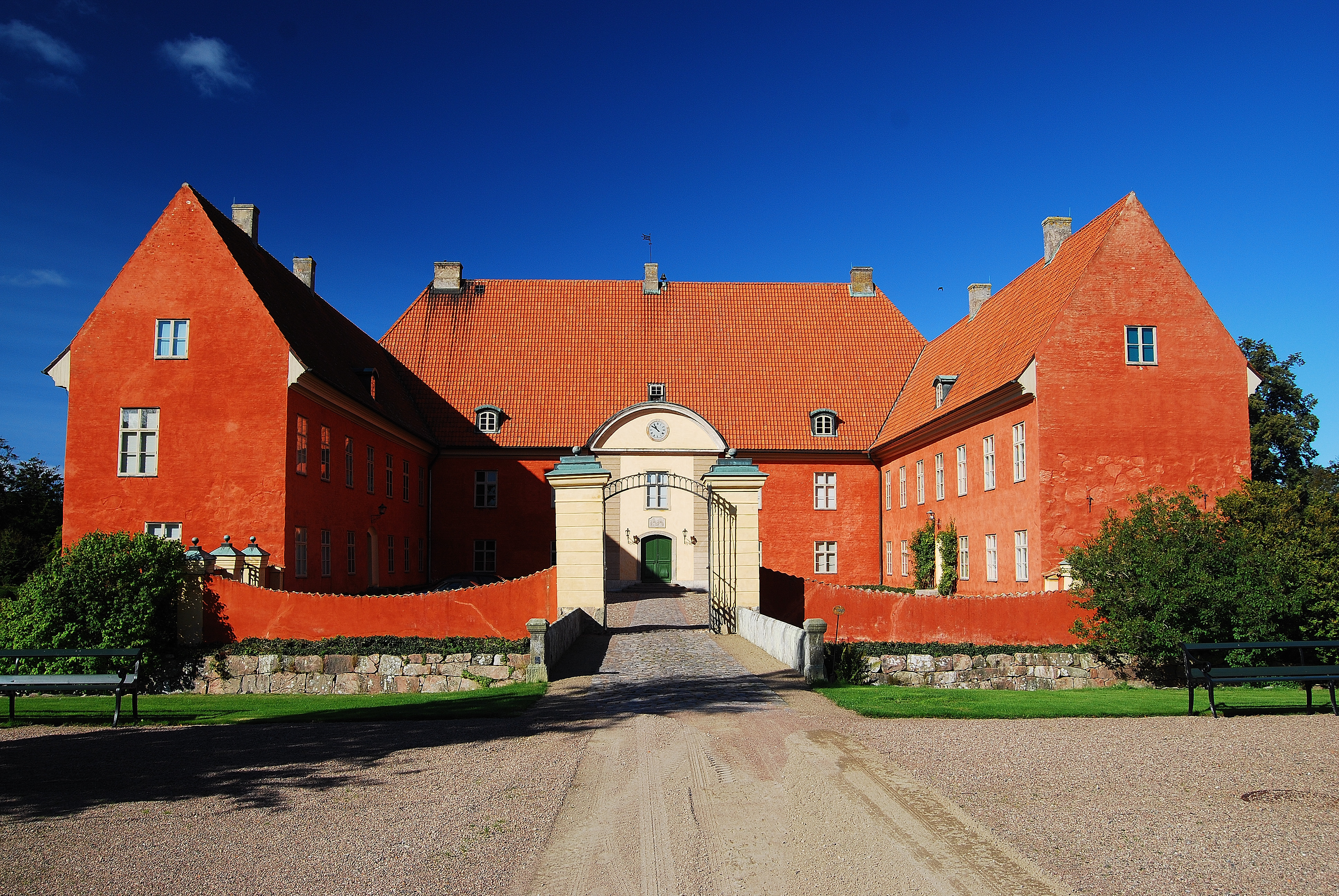
Schloss Krapperup
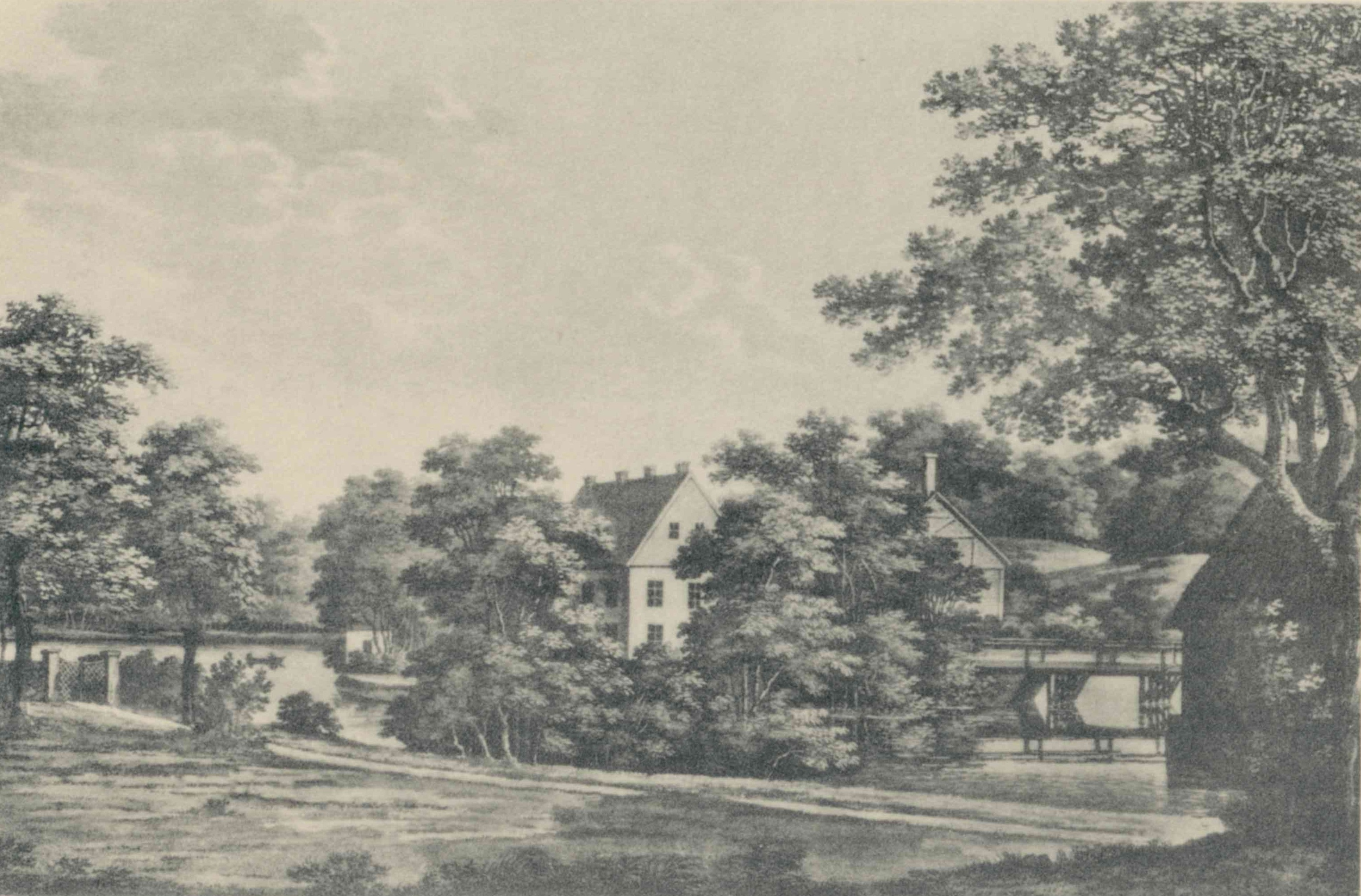
Gut Bjersgård

### Norwegen
Der dänische Ritter Mogens Henriksen Gyldenstierne († 1569) war ab 1527 Herr auf Akershus. Der dänische Diplomat Alex Gyldenstierne (ca. 1542–1603) war von 1588 bis 1601 Generalgouverneur von Norwegen.

### Pommerellen

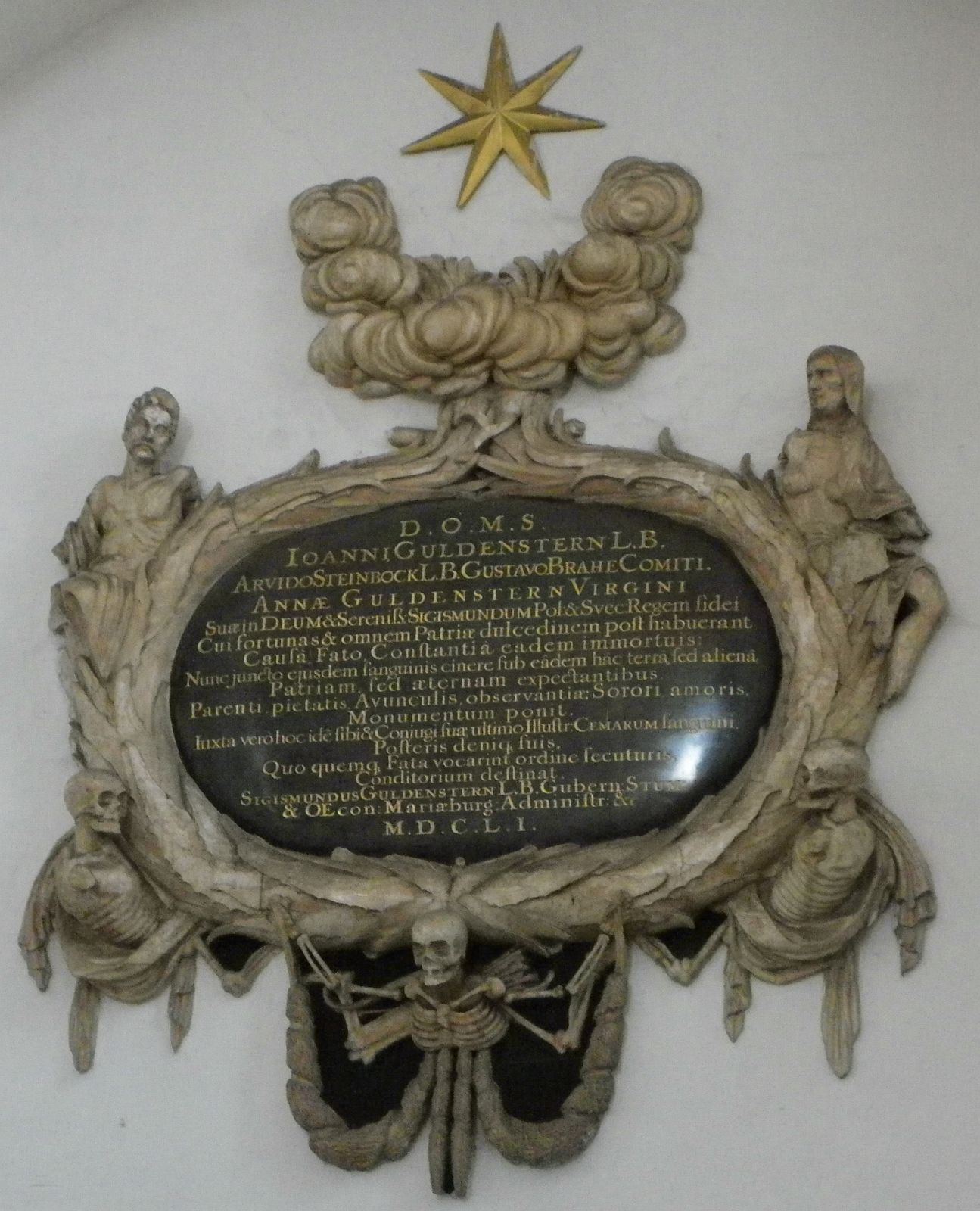
Von Sigismund Güldenstern 1651 gesetztes Epitaph in der Danziger Marienkirche

Aus der Ehe des schwedischen Admirals Johann Güldenstern und der Gräfin Siegfriede von Brahe lebte ein Sohn Sigismund Gyllenstierna, Freiherr von Lundholm und Vogelwick, Kastellan von Danzig und Starost zu Stuhm. Er starb am 30. Juni 1666. Mit seiner Frau Anna Czema, des Kastellans von Stelins und Starosten auf Stum Erbtochter, hatte er zwei Söhne und zwei Töchter, die aber früh starben. Mit seinem Neffen Maximilian von Güldenstern erlosch dieses Haus 1676 in Preußen.

### Herzogtum Bremen und Verden
Nils Gyllenstierna (1648–1720) war von 1698 bis 1710 Generalgouverneur der Herzogtümer Bremen und Verden.

## Wappen
Das Stammwappen zeigt in Blau einen goldenen, siebenzackigen Stern.

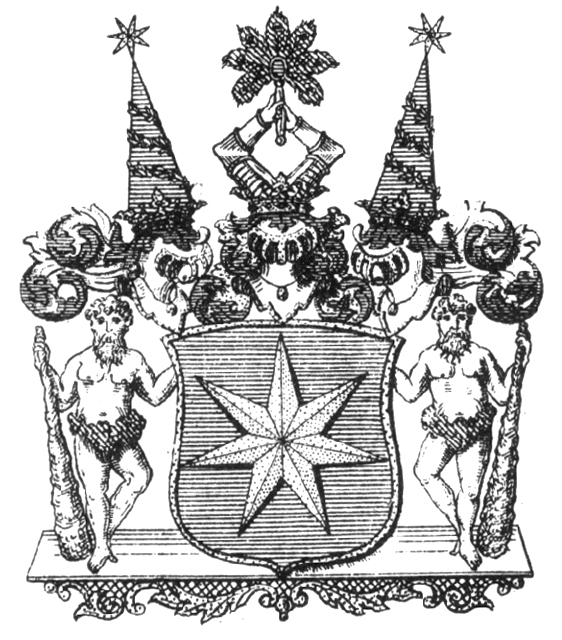
Grafen von Björkesund
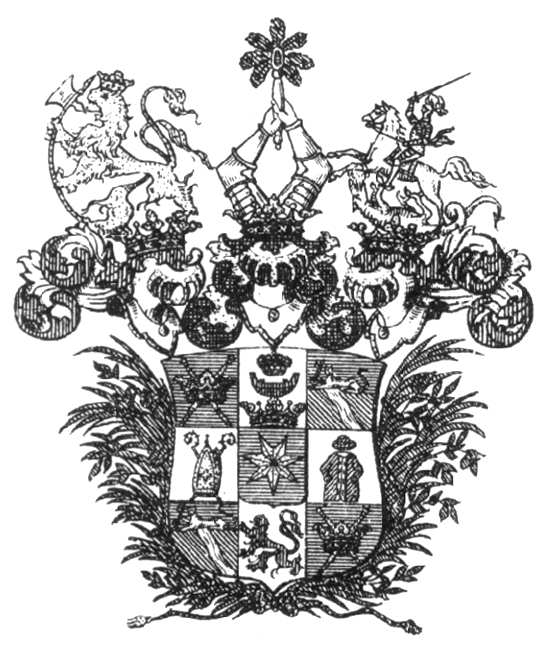
Grafen von Eriksberg
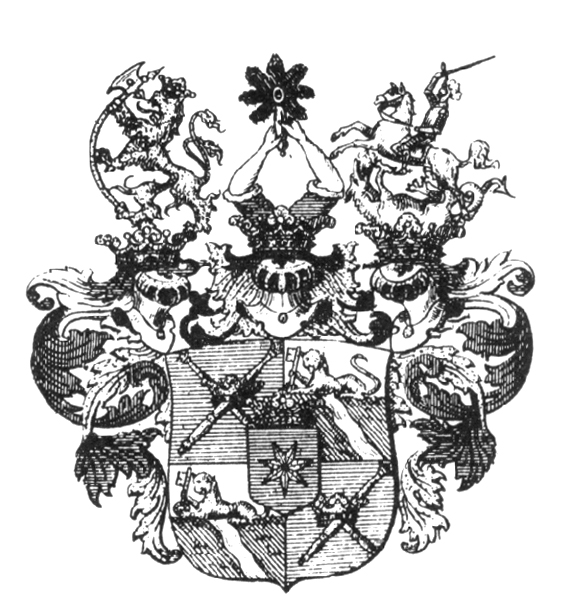
Grafen von Steninge
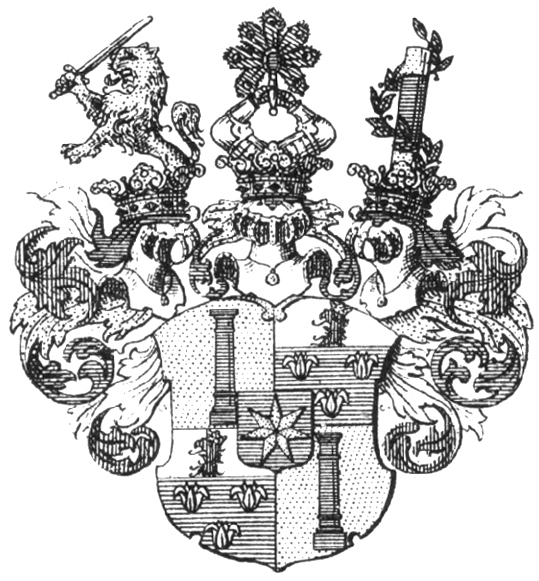
Grafen von Fogelvik
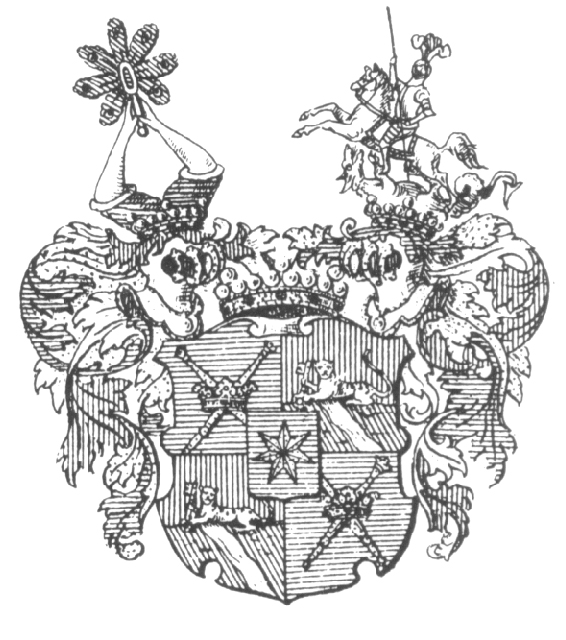
Gyllenstierna af Uleborg.
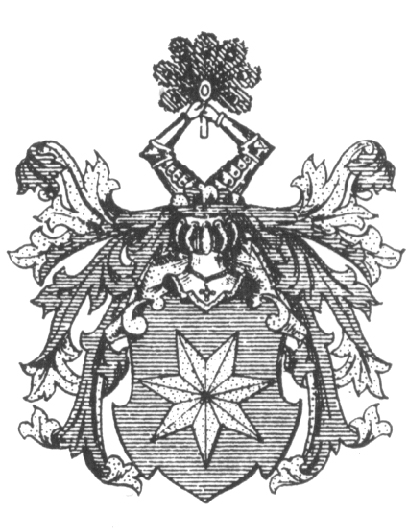
Gyllenstierna af Nynäs.
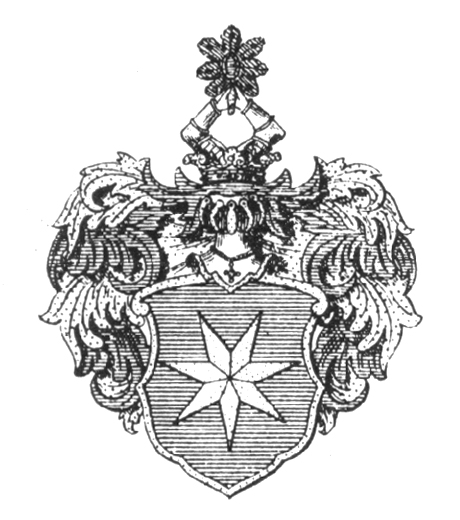
Gyllenstierna af Svaneholm.
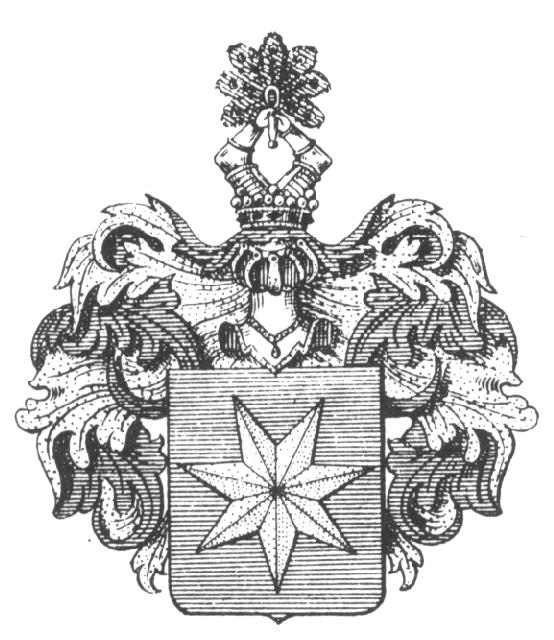
Gyllenstierna af Lundholm.

## Literarisches und Trivia
Der Name des Geschlechts erscheint in der Form Guildenstern in William Shakespeare’s Tragödie Hamlet.
Siehe auch: Rosenkranz & Güldenstern
In Stade ist der örtliche Sportverein TuS Güldenstern Stade nach der Familie benannt.

## Namensträger
- Christina Gyllenstierna (1494–1559), Ehefrau des schwedischen Reichsverwesers Sten Sture der Jüngere
- Nils Gyllenstierna (1526–1601), schwedischer Reichskanzler
- Göran Nilsson Gyllenstierna (1575–1618), schwedischer Reichsadmiral
- Sigismund Gyllenstierna (1598–1666), Kastellan von Danzig
- Göran Göransson Gyllenstierna (1601–1646), schwedischer Admiral
- Johan Göransson Gyllenstierna (1635–1680), schwedischer Reichsrat
- Johan Nilsson Gyllenstierna (1569–1617), schwedischer Reichsadmiral
- Nils Gyllenstierna (1648–1720), schwedischer Feldmarschall, 1698 bis 1710 Generalgouverneur der Herzogtümer Bremen und Verden